# Christian Landu-Tubi

Christian Landu-Tubi (11 juli 1984) is een Congolese voormalig voetbalspeler die doorgaans als aanvaller speelde. Hij speelde onder meer voor Standard de Liège, KV Mechelen, CS Visé en KV Kortrijk, RAEC Mons en FC Brussels.